# (262) Вальда
(262) Вальда (лат. Valda) —  типичный астероид главного пояса, который был открыт 3 ноября 1886 года австрийским астрономом Иоганном Пализой в обсерватории города Вены. Происхождение названия остаётся неизвестным.

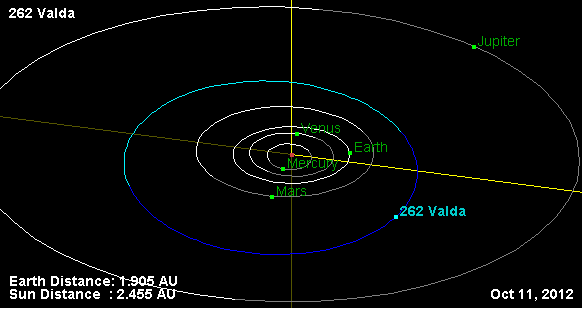
Орбита астероида Вальда и его положение в Солнечной системе